# هاين فان غارديرين
هاين فان غارديرين (مواليد 7 مارس 1969) هو مبارز بالسيف جنوب أفريقي، مثّل بلاده في الألعاب الأولمبية الصيفية 1992.

## روابط رياضية
هاين فان غارديرين على موقع أوليمبيديا (الإنجليزية)